# NGC 2537
NGC 2537 è una piccola galassia a spirale barrata situata nella costellazione della Lince, a una distanza di circa 40 milioni di anni luce dalla nostra Via Lattea.
È conosciuta anche con il nome di "Zampa di orso" o "Zampa dell'Orsa" data la sua posizione rispetto alla costellazione dell'Orsa Maggiore.

## Scoperta
La galassia è stata scoperta il 6 febbraio 1788 dall'astronomo britannico di origine tedesca William Herschel.

## Descrizione
NGC 2537 ha una classe di luminosità III e presenta una larga riga a 21 cm dell'idrogeno neutro.
Il nucleo di NGC 2537 presenta emissioni nel dominio dell'ultravioletto, per cui è iscritta nel catalogo di Markarian con il codice Mrk 86 (MK 86).
È una delle sei galassie scelte da Halton Arp come esempio di galassia peculiare che presenta una debole luminosità superficiale ed è stata inserita nell'Atlas of Peculiar Galaxies con il codice ARP 6.
NGC 2537 è stata utilizzata da Gérard de Vaucouleurs come esempio di galassia del tipo morfologico "SB(s)m pec/BCD" nel suo atlante delle galassie.
Data la dimensione e la morfologia, viene considerata una galassia nana compatta blu (abbreviata in GNCB in italiano o BCDG in inglese, acronimo di Blue Compact Dwarf Galaxy).
Nelle immagini appare in prossimità di PGC 23057, tanto che a volte quest'ultima viene designata come NGC 2357A. La vicinanza è però puramente ottica, in quanto PGC 23057 ha una velocità radiale di 11985 km/s, per cui essa si trova a più di 550 milioni di anni luce di distanza dalla nostra Via Lattea e pertanto non è in interazione con NGC 2537.

## Gruppo di NGC 2841
NGC 2537 fa parte del Gruppo di NGC 2841. Le cinque principali galassie di questo gruppo sono NGC 2500, NGC 2537, NGC 2541, NGC 2552 oltre naturalmente a NGC 2841, che è anche l'unica galassia appartenente alla costellazione dell'Orsa Maggiore, mentre le altre quattro fanno parte della Lince.